# Ставрида середземноморська
Ставрида середземноморська (Trachurus mediterraneus) — вид ставрид (Trachurus), родина Ставридові (Carangidae). Невеликих розмірів морські риби, що тримаються зграйками. Важливий об'єкт рибного промислу.

## Характеристика
Риба сягає максимальної довжини 60 см, але зазвичай близько 30 см. Бічна лінія цілком вкрита кістковими платівками. Голова велика. Рот великий, кінцевий. Формула плавців: D1 VII—IX. D2 I 26-34. А II, I 21 — 31.

## Систематика
Раніше у складі виду розглядами два підвиди:
- Trachurus mediterraneus indicus Nekrasov, 1966 — переописаний як окремий вид, Trachurus indicus Nekrasov, 1966[3]
- Trachurus mediterraneus ponticus Aleev, 1956 (Ставрида чорноморська) — переописаний як молодший синонім ставриди середземноморської.[4]

## Ареал

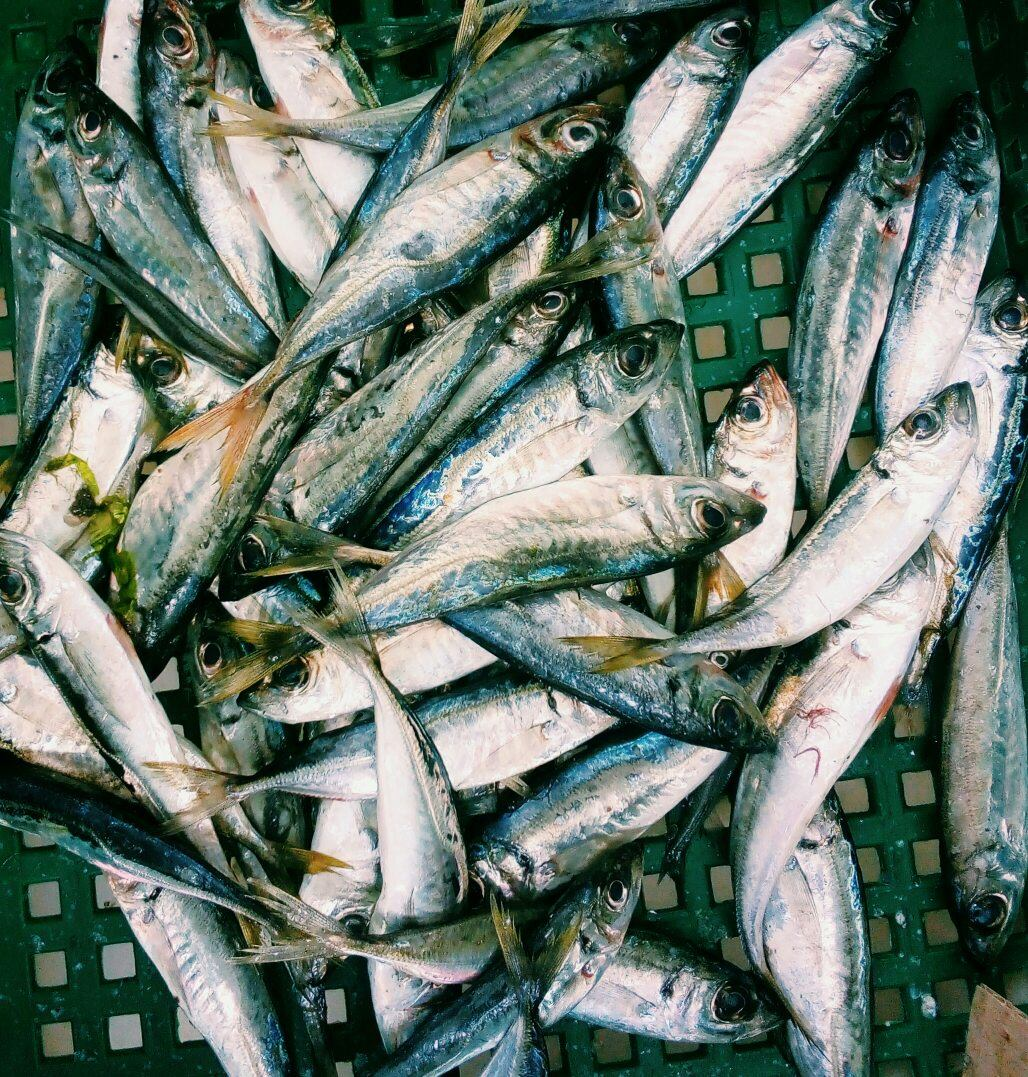
Чорноморська ставріда

Ставрида середземноморська поширена у східній Атлантиці від Біскаю до Мавританії, Середземне море включно. Постійно живе у Мармуровому і Чорному морях, до Азовського моря заходить тільки у західну і південну його частини. У Чорному морі розрізняють дві форми ставриди за розміром: звичайну, яка сягає до 20 см довжиною, і крупнішу південну форму, до 55 см.

## Біологія
Бенто-пелагічна субтропічна риба, що зустрічається на глибинах від 5 до 500 м. Океанодромна риба, зазвичай населяє морські води, але заходить і до солонуватих.
Зграйна хижа риба, що живиться молоддю інших пелагічних риб, таких як хамса, атерина, піщанка, власна молодь, а також ракоподібні.

## Господарське значення

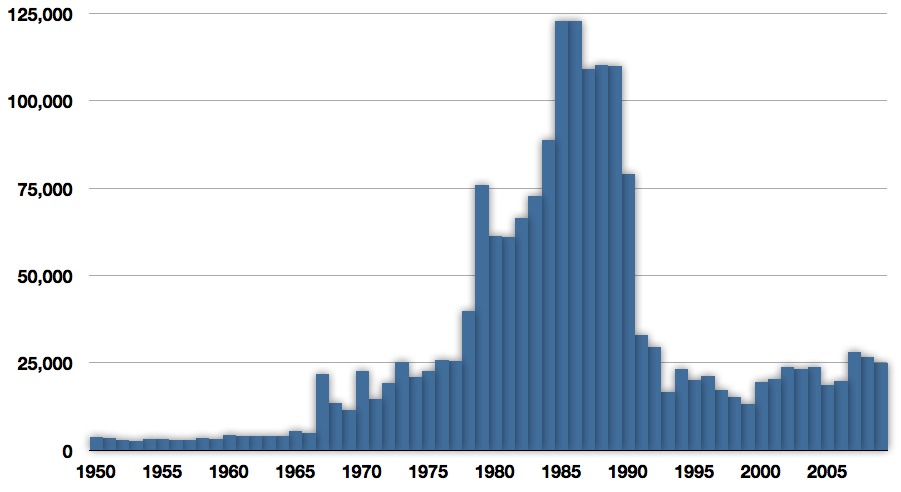
Промисловий вилов ставриди середземноморської у тонах за період з 1950 до 2009 років

Основні місця промислу ставриди середземноморської розташовані у північно-східній Атлантиці, а також у Середземному і Чорному морях. Виловлюється за допомогою пелагічних і донних тралів, ярусними та гаманцевими неводами (за використання світла), іншими засобами. Загальний вилов за даними ФАО за 1999 рік склав 12 898 тонн. Найбільший вилов ставриди приходить на Туреччину (9220 т) і Грецію (3 534 т).
Використовується у свіжому і консервованому вигляді, а також використовується для виробництва рибного борошна.